# Microtus bucharensis
Microtus bucharensis — вид гризунів родини Cricetidae. Зустрічається в Афганістані, Таджикистані, Узбекистані, Туркменістані. Його природне місце існування — пустеля помірного поясу. Для виду характерні місцезростання – матові лесові ґрунти, іноді зустрічаються в лесово-піщаних напівпустелях у горах. Він денний і колоніальний. Будує складні нори на наземних виходах, з’єднаних стежками. Вид розмножується цілий рік з 2–3-місячною перервою влітку.